# Novi Pazar (Kardzjali)
Novi Pazar (Bulgaars: Нови пазар) is een dorp in Bulgarije. Zij is gelegen in de gemeente Tsjernootsjene in de oblast  Kardzjali. Het dorp ligt op 12 km afstand van Kardzjali en 196 km ten zuidoosten van de hoofdstad Sofia.

## Bevolking
Op 31 december 2019 telde het dorp 306 inwoners.
|  |

Van de 282 inwoners reageerden er 271 op de optionele volkstelling van 2011. Van deze 271 respondenten identificeerden 270 personen zichzelf als Bulgaarse Turken (99,6%), gevolgd door 1 ondefinieerbare persoon (0,4%).